# Never Say Good-Bye
「Never Say Good-Bye」（ネバー・セイ・グッバイ）は、1985年10月21日に発売された、小比類巻かほるのデビューシングル。

## 解説
「Never Say Good-Bye」は、TBS系土曜21時台の大映ドラマ『ポニーテールはふり向かない』の主題歌として使用された。
ドラマのオープニングにおいて、前奏では横須賀の空撮映像と共に、芥川隆行による以下のナレーションが挿入される。
「この物語は、3歳で母と別れ、18歳で父を失いながらも、あらゆる迫害と闘い、振り向くことなくドラマーとしての自己を確立した一少女と、挫折しながらもやがて己の道を開いた若者たちの記録である」
このナレーションに次いで、麻生未記（演：伊藤かずえ）が走る映像を経て、未記のロックバンド「ザ・バンデージ」のメンバーが演奏する映像と共に『ポニーテールはふり向かない』の番組ロゴが表示された。この他のオープニング映像として、未記がドラムスティックを持って乱闘を繰り広げる映像や、荷車が炎上する映像などが登場した。
主題歌「Never Say Good-Bye」が流れる映像では、「NEVER SAY GOODBYE」と「EVER ONWARD」の欧文フッターも表示された。

## 収録曲
| 全作詞: 小比類巻かほる、全編曲: 戸塚修。 |                                      |                |                           |
| #                                        | タイトル                             | 作詞           | 作曲                      |
| 1.                                       | 「Never Say Good-Bye」(SABOTAGE)     | 小比類巻かほる | Joe Curiale, Bob Grarrett |
| 2.                                       | 「潮風のラブ・コール」(Just As I Am) | 小比類巻かほる | Rob Hegel, Dick Wagner    |